# La jefa
La jefa es una película española de 2022, del género drama, ópera prima del director Fran Torres y protagonizada por Aitana Sánchez-Gijón y Cumelén Sanz.

## Sinopsis
Sofía (Cumelén Sanz) es una joven con una prometedora carrera en una multinacional de moda. Al poco de comenzar en ella se queda embarazada de forma inesperada. Incapaz de abortar, dadas sus convicciones católicas, a Sofía parece no quedarle otra opción que regresar a su país natal, Argentina. Sin embargo, contra todo pronóstico, llega su solución, su jefa Beatriz (Aitana Sánchez-Gijón), quien le ofrece quedarse con su hijo en adopción para que ella pueda continuar carrera laboral. Sofía acepta la oferta, sin saber que no todo es como su jefa le ha contado.

## Reparto
- Aitana Sánchez-Gijón - Beatriz
- Cumelén Sanz - Sofía
- Álex Pastrana - Nacho
- Pedro Casablanc - Julio
- María Fernández Prat - Belén
- Vanesa Rasero - Cristina
- Younes Bachir - Hamid